# Streptanthus squamiformis
Streptanthus squamiformis är en korsblommig växtart som beskrevs av George Jones Goodman. Streptanthus squamiformis ingår i släktet Streptanthus och familjen korsblommiga växter. Inga underarter finns listade i Catalogue of Life.